# 亚纳河
亚纳河（Яна），俄罗斯西伯利亚一河流，流域全境位于雅库特共和国境内，在勒拿河以东，因迪吉尔卡河以西。亚纳河发源于上扬斯克山脉，自南向北流入拉普捷夫海，全长872公里，流域面积238,000平方公里。该河流域是北半球最冷的地方，源头之一的奥伊米亚康地区曾录得零下71摄氏度。亚纳河河口三角洲曾发现30000年前的人类生活遗迹，是北极圈内最早有人类足迹的地方之一。